# Abanilla
Abanilla es una localidad y municipio español perteneciente a la Región de Murcia, situado en la comarca Oriental, en el límite con la Comunidad Valenciana (linda con la provincia de Alicante). Tiene una superficie de 235,62 km² y cuenta con una población de 6206 habitantes (INE 2024).

## Toponimia
Su nombre deriva del árabe al-Bayada, que significa "la ciudad blanca". De este nombre vienen las formas valenciana Favanella (pronunciado /fa.vaˈne.ʎa/) y castellana Abanilla (después la forma intermedia Havanilla, siglo XIII).

## Geografía

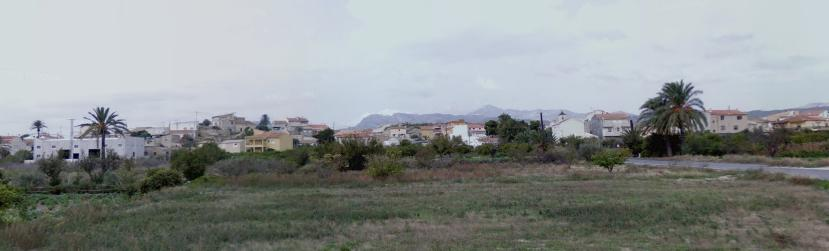
Vista de Mahoya y su huerta.

El municipio ocupa una superficie de 236,6 km². Está situado a 222 metros de altitud sobre el nivel del mar, siendo el punto más alto la sierra de Quibas (972 m); que es uno de los peñones que forma esta sierra ubicada al N del municipio, sobre los terrenos de las pedanías de La Zarza, El Collado de los Gabrieles, La Cañada de la Leña y Balonga. En esta sierra, se ubica el yacimiento paleontológico de Quibas. El término municipal de Abanilla se encuentra ubicado al sudeste de la península ibérica, en la Región de Murcia, y junto a la provincia de Alicante, en la Comunidad Valenciana. Limita con los municipios de Fortuna (con el que forma la comarca oriental) y Jumilla en la Región de Murcia, y con los de Benferri, Orihuela y Pinoso y Algueña en la provincia de Alicante. 
Cuenta con vegetación de coscoja, tomillares y matorrales, destacando los palmerales en el valle del río Chícamo.

### Clima
En Abanilla, los veranos son cortos, cálidos y mayormente despejados; los inviernos son fríos pero no en exceso y parcialmente nublados. El ambiente es mayormente seco durante todo el año. La temperatura generalmente varía de 4 °C a 33 °C y rara vez baja a menos de -1 °C o sube a más de 36 °C. La temporada calurosa dura 2,9 meses, del 15 de junio al 12 de septiembre, y la temperatura máxima promedio diaria es más de 29 °C. El mes más cálido del año en Abanilla es agosto, con una temperatura máxima promedio de 32 °C y mínima de 20 °C. La temporada fresca dura 3,9 meses, del 16 de noviembre al 13 de marzo, y la temperatura máxima promedio diaria es menos de 19 °C. El mes más frío del año en Abanilla es enero, con una temperatura mínima promedio de 4 °C y máxima de 16 °C. Las precipitaciones rondan los 300 mm anuales.

## Historia
Territorio perteneciente a la antigua Taifa de Murcia, se convierte en dominio de la Corona de Castilla en virtud del Tratado de Alcaraz de 1243.
En 1281 Alfonso X concedió al noble aragonés Guillén de Rocafull, pariente de Jaime I, el señorío de Abanilla, por haberle ayudado con la sublevación de los mudéjares murcianos de 1264-66. Durante el siglo XIV Abanilla fue disputada entre Castilla y Aragón por quedar en la frontera entre los reinos de Murcia y Valencia tras la sentencia arbitral de Torrellas (1304).
En el 1434 un descendiente de los Rocafull cedió la villa a la Orden de Calatrava, pero la villa se opuso siempre con largos pleitos, hasta conseguir de los reyes de Castilla privilegios que minoraron sus impuestos y cargas, que al cabo del tiempo acabaron por desaparecer a fuerza de desuso.

El episodio mejor documentado pertenece a las guerras carlistas: en la tarde del 28 de marzo de 1837, día de Pascua de Resurrección fue ocupada por la facción de Forcadell, y a poco el comandante general Pedro Chacón, con la columna de nacionales de Murcia y algunos carabineros, llegó a hostilizarla en las inmediaciones; pero tuvo que retirarse después de haber perdido tres nacionales, que quedaron prisioneros por su propio arrojo, y el carlista la evacuó también a la madrugada del día siguiente, habiendo hecho un reconocimiento domiciliario en busca de armas y uniformes y algunas exacciones de víveres y dinero.

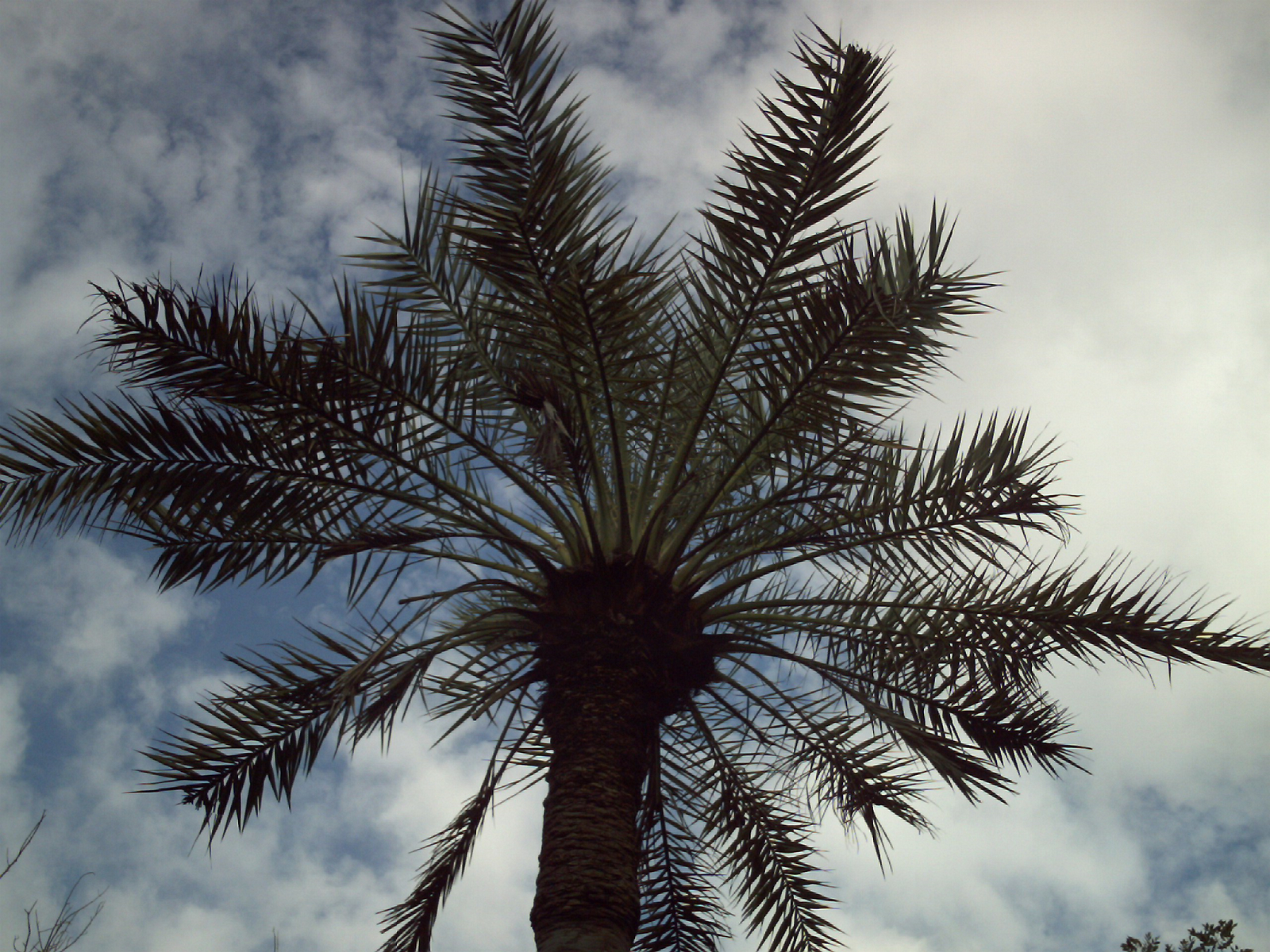
Phoenix dactylifera, o palmera datilera.

## Medio ambiente
El medio natural es diverso, típicamente mediterráneo tendiendo a estepario. Lo salpican varias canteras de tamaño considerable.

### Sierra de Abanilla
Sierra interior de media montaña en el sector nororiental de la Región que limita con la provincia de Alicante. Destacan los sabinares termófilos de Juniperus phoenicea con palmito y acompañadas de Sedum sediforme; son abundantes los lastonares de Brachypodium retusum y las comunidades casmofíticas calcícolas; comunidades halófilas dominadas por especies del género Limonium; y tomillares gipsícolas termófilos.
Especialmente significativa entre la flora es la presencia de Sideritis incana del Anexo II de la Directiva 92/43 y entre la fauna las rapaces Águila real y Búho real incluidas en el Anexo I de la Directiva 79/409.

### Río Chícamo y ramblas

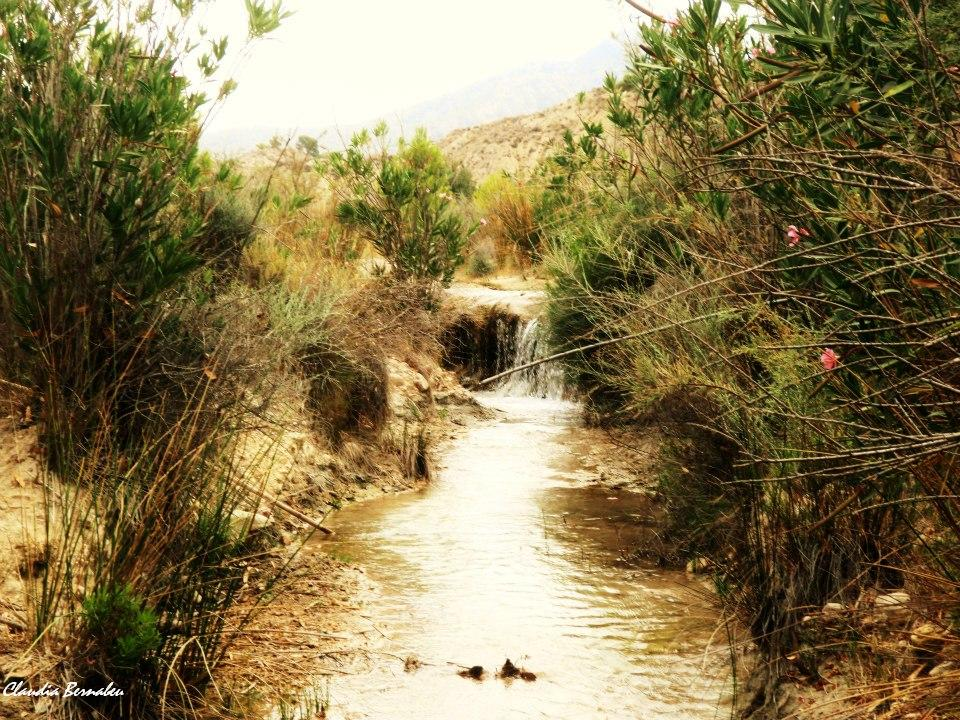
Curso bajo del río Chícamo

Tramo fluvial de caudal permanente con sistemas de ramblas y humedales asociados. Destacan las formaciones de saladar; los baladrales de Nerium oleander y tarayales subhalófilos e hiperhalófilos con Tamarix boveana y Tamarix canariensis; las comunidades halófilas y halonitrófilas; las comunidades asociadas a los sistemas fluviales dulceacuícolas y salobres; y los tomillares termófilos con los endemismos Sideritis leucantha y Thymus moroderi.
También, aprovechando la escasa humedad de la zona, crecen palmeras datileras (Phoenix dactylifera), formando pequeños oasis.
Destacan entre las especies incluidas en el Anexo II de la Directiva 92/43, el Fartet Lebias ibera (Aphanius iberus), única presencia de esta especie en cursos continentales, y el caballito del diablo Coenagrion mercuriale; así como la Cigüeñuela incluida en el Anexo I de la Directiva 79/409.
Cabe significar dos parajes, uno ubicado en el propio nacimiento del río y otro denominado El Cajer, un cañón situado en la pedanía de La Umbría.

#### Ramblas
Hay dos ramblas que realizan aportación al río Chicamo:
- La Rambla Mascosa, en la carretera de El Partidor a El Salado, recoge las aguas que caen al sur de Macisvenda. Esta rambla desemboca en otra que veremos después, la Rambla de Zurca, poco antes de unirse ésta al Chícamo.

Recientemente ha aparecido una población de unos 80 pies de álamos del Éufrates, Populus euphratica Olivier en la rambla de los Bichos en el Tollé, especie que en España solo tenía una población en un canal de riego de Elche.
- Entre El Salado y Ricabacica, está la rambla del Zurca, una de las más importantes de las que tributan al Chícamo. Recoge las aguas que caen en la zona de Barinas. Son los badlands de El Salado Alto, lugar perfecto para provocar destacables avenidas. Poco más debajo de este punto, y antes de unirse al Chícamo, recibe las aguas de la anterior rambla, Mascosa.

#### Vertedero de Abanilla
Explotado por una mercantil y situado en una zona polémica (entre el término municipal de Orihuela y la sierra de Abanilla), varios estudios tratan de determinar si ha existido contaminación del suelo y del agua. Asociaciones ecologistas y de vecinos denunciaron el desastre ecológico y se manifestaron tanto para pedir su cierre como impedir que se abriera otro vertedero en el municipio. En el 2018, el gobierno de la Región de Murcia aprobó su cierre y regeneración ambiental.

## Transporte

### Por carretera
Abanilla se comunica, dentro de la misma Comarca, con Fortuna (mediante la carretera local RM-A7) y sus baños (RM-A21).
La RM-423 (Fortuna-Yecla), entronca con la RM-410, que llega a las pedanías de Barinas y Macisvenda.
Asimismo, existen dos ramales equidistantes a 17 kilómetros de la villa:
- RM-414, que entronca con la Autovía del Mediterráneo en Santomera.
- RM-413 hacia Orihuela (denominándose CV-870 en la Comunidad Valenciana). Posteriormente existe la posibilidad de enlazar en La Murada con la CV-871 hacia Albatera.

Las carreteras suelen encontrarse deterioradas por el constante paso de camiones de las canteras, que además reducen la velocidad de la circulación en las cuestas, ya que estas no cuentan con carril de adelantamiento, y también suponen un peligro en las carreteras estrechas y con abundantes cuevas.

### Autobús
Prestan servicio las siguientes líneas interurbanas:
| Línea   | Recorrido                  | Operador |
| ------- | -------------------------- | -------- |
| MUR-049 | Murcia - Abanilla          | Interbus |
| MUR-068 | Murcia - Fortuna - Barinas | Interbus |

## Geografía humana

### Demografía
Cuenta con una población de 6206 habitantes (INE 2024).
| Gráfica de evolución demográfica de Abanilla entre 1842 y 2021                                                        |
| |
| Población de derecho según los censos de población del INE. Población de hecho según los censos de población del INE. |

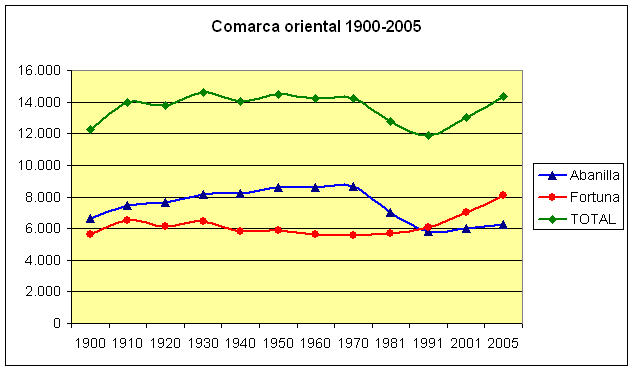
Evolución demográfica 1900-2005 en el contexto de la comarca.

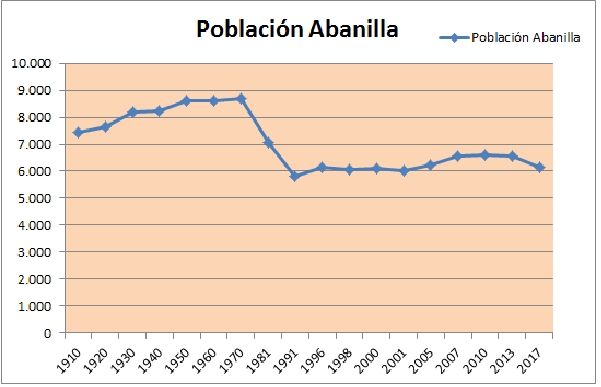
Evolución demográfica de Abanilla desde 1910 hasta 2017.

En 2017 un 8,95% de sus habitantes era de nacionalidad extranjera, según este mismo censo. Los colectivos foráneos predominantes son el británico (172 censados) y el marroquí (149 censados).
En los años 70 y 80, el municipio sufrió una notable pérdida de población, debido al éxodo de habitantes hacia la ciudad de Murcia y otros pueblos más grandes de la Región de Murcia y de la provincia de Alicante. A comienzos del siglo XXI, Abanilla aumentó ligeramente su número de habitantes, aumento que se detuvo tras la crisis de 2008, volviendo a perder población desde 2011.
En lo relativo a la Comarca Oriental, en la que se encuentra Abanilla junto a Fortuna, la evolución poblacional ha sido similar, en parte debido a la pérdida de habitantes que sufrió el pueblo, y al igual que este, en los últimos años la población está incrementándose poco a poco. Cabe destacar que antes Abanilla era el pueblo con más habitantes de la comarca, pero ahora lo es Fortuna, aunque la población es bastante similar en ambos núcleos poblacionales, aunque esta última ha comenzado a ofrecer más servicios comerciales que atraen a la población. 
La distribución de la población en el municipio es la siguiente:
| Entidad de población     | Habitantes 2019 |
| ------------------------ | --------------- |
| Abanilla (municipio)     | 6 127           |
| Abanilla (núcleo urbano) | 3 142           |
| Algarrobo (El)           | 2               |
| Balonga                  | 9               |
| Baños (Los)              | 39              |
| Barinas                  | 831             |
| Campules                 | 18              |
| Cantón (El)              | 68              |
| Cañada de la Leña        | 128             |
| Carrillos (Los)          | 35              |
| Casa Cabrera             | 76              |
| Chícamo (El)             | 16              |
| Collado de los Gabrieles | 36              |
| Huerta (La)              | 633             |
| Macisvenda               | 593             |
| Mafraque                 | 60              |
| Partidor (El)            | 115             |
| Ricabacica               | 23              |
| Salado                   | 164             |
| Tierra Colorada (La)     | 3               |
| Tollé (El)               | 56              |
| Umbría (La)              | 4               |
| Zarza (La)               | 76              |

### Pedanías
De entre las numerosas pedanías del municipio, destaca Barinas como la segunda localidad con más población tras el núcleo de Abanilla.
- Barinas, situada a 11 km de Abanilla, tiene una altitud de 379 m y es la más poblada.
- Macisvenda, situada a 8 km de Abanilla, es un cruce de caminos hacia El Cantón y la provincia de Alicante (Algueña, Barbarroja, Hondón de los Frailes y Hondón de las Nieves).
- Otras pedanías: Mahoya (a 3 km de Abanilla), El Cantón, Cañada de la Leña, El Partidor, El Tollé,[21] Los Baños, Casa Cabrera, Los Carrillos,[22] La Umbría, El Collado de los Gabrieles,[23] Ricabacica,[24] El Algarrobo en Barinas,[25] Campules, Balonga, El Chícamo

En las pedanías de El Cantón y La Cañada de la Leña también se habla, aunque  minoritariamente, el valenciano. Es la zona conocida como El Carche.

### Economía
Abanilla cuenta con un polígono industrial. 
Es el municipio con mayor densidad de canteras de áridos y derivados del mármol (como la caliza marmórea) de toda la Región de Murcia. Cuenta asimismo con canteras de yeso.
En cuanto al sector agrario, en la zona se cultiva el almendro, el olivo, la vid y la palmera datilera y, en la huerta, el albaricoquero, melocotonero, limonero y el peretero.
Abanilla cuenta con dos parques eólicos:
- P. E. Sierra de Quibas de CEASA.[29]
- P. E. Quibas de Gamesa.

## Patrimonio

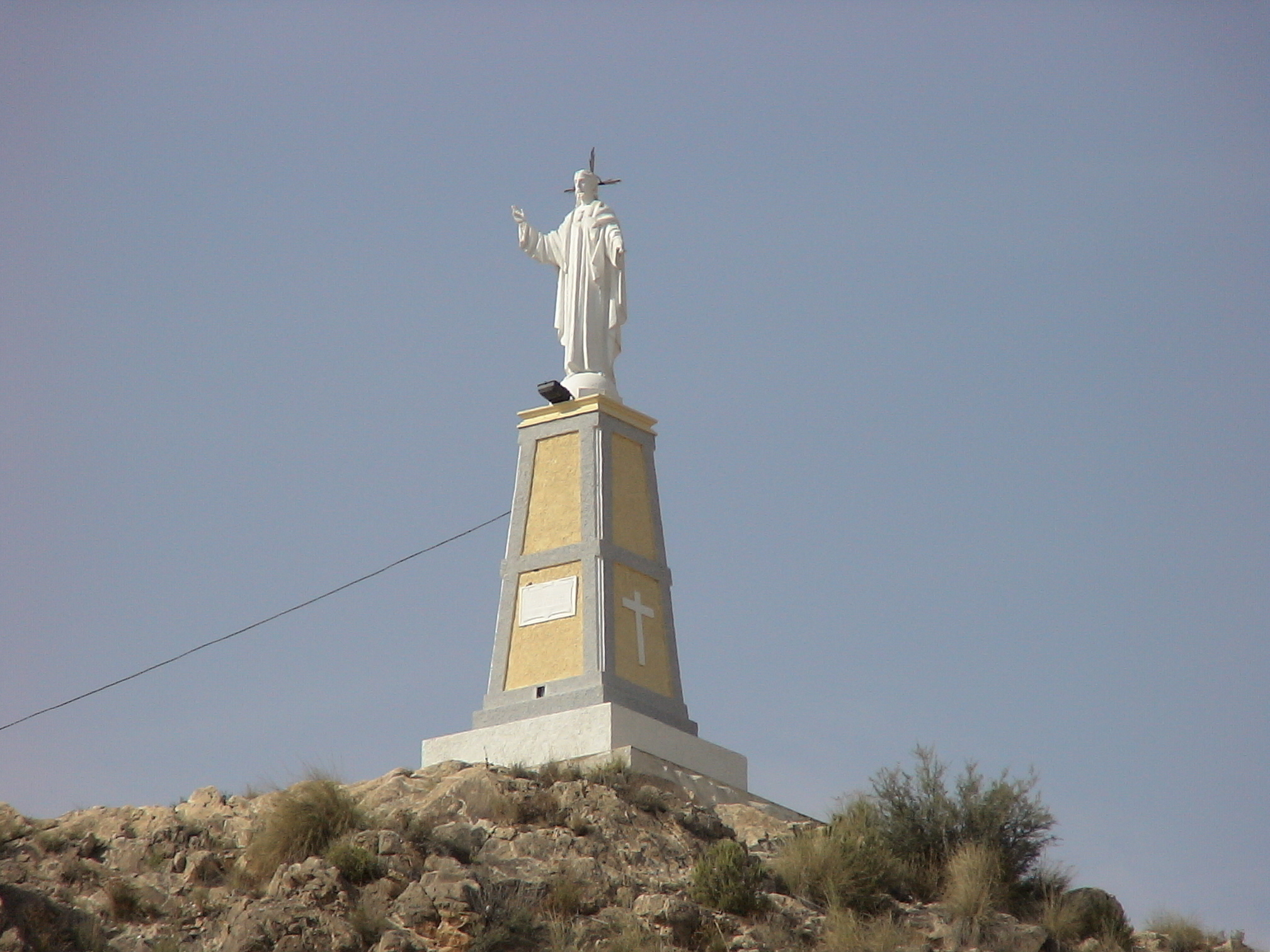
Monumento dedicado al Corazón de Jesús en la pedanía abanillense de Barinas.

Entre los lugares de interés de Abanilla destacan el Lugar Alto (con el monumento al Corazón de Jesús y resto de la muralla), el Santuario de la Santa Cruz en Mahoya y la iglesia parroquial de San José.
También el paraje de Sahués, el nacimiento del río Chícamo, en Macisvenda, o el cañón del Cajer, en Umbría. Dicho río, principal en la historia de la Santa Cruz, riega históricamente las huertas de Abanilla.
Por la sierra de Quibas podemos encontrar las ruinas de la ciudad de Al Banyala y también el yacimiento paleontológico de Quibas, que data de antes del final del Pleistoceno inferior, con una antigüedad de más de un millón de años. 
En la Fuente del Algarrobo y el resto de la sierra de Barinas se practica el senderismo.

### Monumentos religiosos
- Iglesia de San José (siglo XVIII)
- Corazón de Jesús de la ciudad de Abanilla (siglo XX)
- Monumento a la Santísima Cruz de Abanilla en la rotonda de acceso a dicha villa.

### Monumentos civiles
- Ruinas de la población amurallada, con la parroquia de San Benito de arquitectura gótica.
- Castillo que Jaime I de Aragón regaló a Guillén de Rocafull, el cual fue cedido a la Orden de Santiago por Alfonso X el Sabio y terminó dependiendo de la Orden de Calatrava. Declarado Bien de Interés Cultural por la Ley del Patrimonio Histórico Español.
- Casa de la Encomienda, antiguo depósito de granos tributados.
- Casa Cabrera.
- Casa Pintada.
- Casa consistorial, construida en 1751.
- Monumento a las Fiestas de Moros y Cristianos.

## Gastronomía
De su cocina típica destacan los embutidos caseros, el arroz con conejo y caracoles murciano, las gachasmigas y las tortilleras. En cuanto a los postres, hay que hacer mención especial a los frutos de la fértil huerta como los famosos albaricoques de damasco, la pereta, los dulces dátiles, etc. Y qué decir de la repostería tradicional compuesta por buñuelos, almojábanas, monas, magdalenas o dulces típicos de Navidad. Todo ello elaborado con la gran calidad del aceite prensado a la antigua usanza en las añejas almazaras del lugar.
También destaca el vino de la Tierra de Abanilla, que es una indicación geográfica reglamentada en 2003 y utilizada para designar los vinos de mesa originarios de la zona vitícola de Abanilla, que comprende los municipios de Abanilla y Fortuna. Son vinos elaborados poseen una graduación alcohólica natural mínima autorizada de 12 grados para los tintos y de 11 para los rosados y blancos.

## Deportes
En deportes hay varios tipos de deportes. Lo más típico es el fútbol en las dos categorías de fútbol 11 y fútbol sala, en fútbol 11 hay categorías: alevín, benjamín e infantil y en fútbol sala la categoría juvenil que juega actualmente en nacional. En verano se practica la competición de las 12 horas y 24 horas en fútbol sala; se juega en el pabellón municipal de deportes de Abanilla y en la piscina municipal. Actualmente Abanilla tiene un equipo de fútbol en la preferente murciana llamado U.D Abanilla

## Fiestas

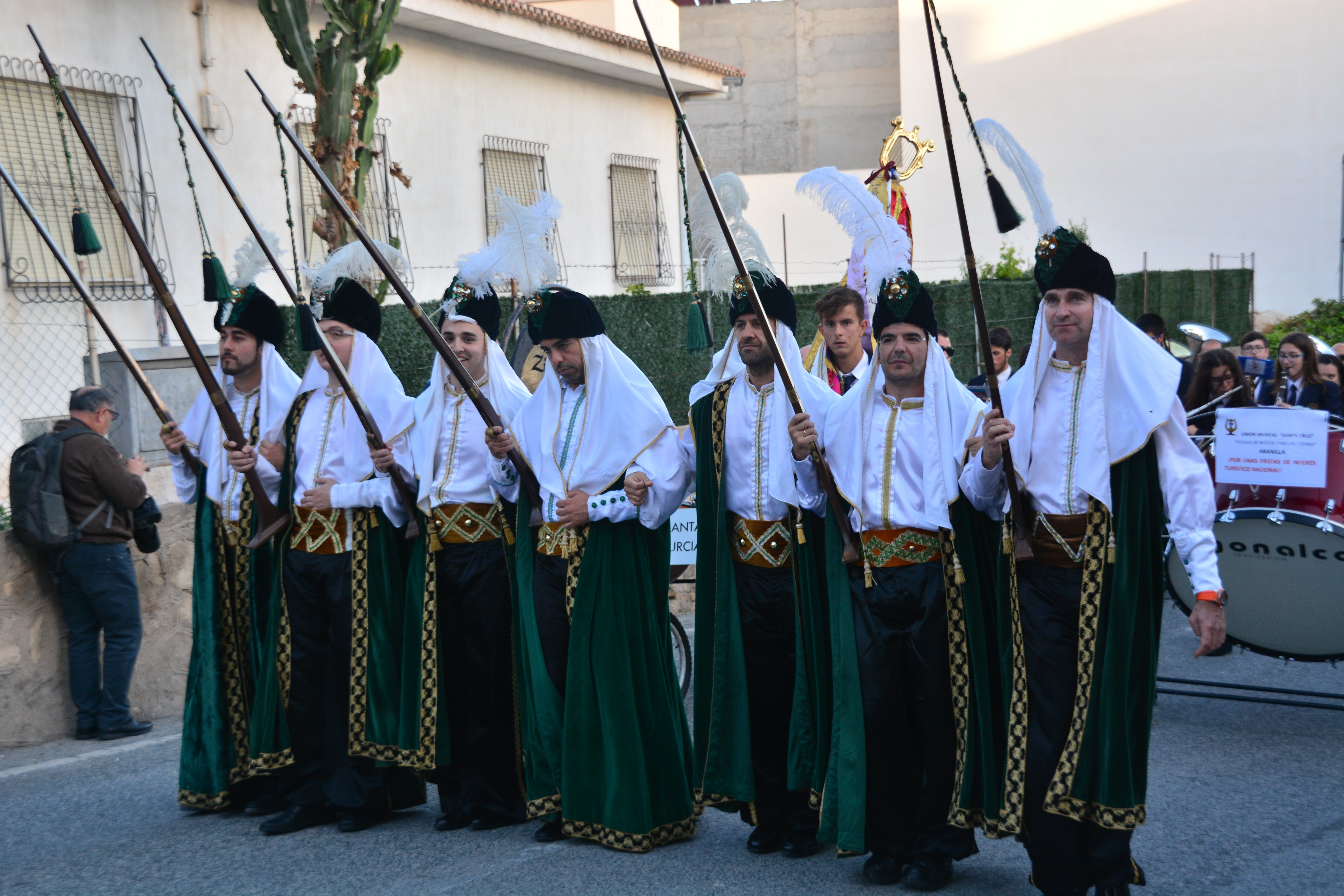
Moros y Cristianos de Abanilla

Las fiestas más importantes son las fiestas en honor a la Santa Cruz, entre el 23 de abril y el 9 de mayo. Durante las mismas tiene lugar una romería el día 3 de mayo y el 1 de mayo el Gran Desfile Parada de Moros y Cristianos.
En la primera semana de agosto tiene lugar el Festival Internacional de Folclore "Villa de Abanilla".
Por otra parte, desde junio hasta mediados de septiembre se celebran fiestas patronales en las diversas pedanías.
La romería que se celebra en honor a la Santísima Cruz de Abanilla el día 3 de mayo de cada año es la más multitudinaria de todo el sureste español.

## Ayuntamiento
Según el Ministerio de Economía y Hacienda, el Ayuntamiento de Abanilla a 31/12/2012 posee una deuda de 6.651.000 €, el 118,05 % del presupuesto municipal que asciende a 5.633.938 € para el año 2012.
Desde las elecciones de 2015, la corporación municipal está compuesta por 7 concejales del PSOE, 5 del PP y 1 de IUMA.
En las elecciones municipales españolas de 2015, salió elegido Ezequiel Alonso Gaona (PSOE) como alcalde del municipio por mayoría absoluta.
| Mandato   | Nombre del alcalde           | Partido político      |
| --------- | ---------------------------- | --------------------- |
| 1979-1983 | Álvaro Gaona Ruiz            | Partido independiente |
| 1983-1987 | José Luis Cutillas Rivera    | PSOE                  |
| 1987-1991 | Fernando Molina Parra        | PP                    |
| 1991-1995 | Fernando Molina Parra        | PP                    |
| 1995-1999 | Fernando Molina Parra        | PP                    |
| 1999-2003 | Fernando Molina Parra        | PP                    |
| 2003-2007 | Fernando Molina Parra        | PP                    |
| 2007-2011 | Fernando Molina Parra        | PP                    |
| 2011-2015 | Fernando Molina Parra        | PP                    |
| 2015-2019 | Ezequiel Alonso Gaona        | PSOE                  |
| 2019-2023 | José Antonio Blasco Martínez | PP                    |
| 2023-2027 | José Antonio Blasco Martínez | PP                    |

| Elecciones Municipales - Abanilla (2023) |                                          |       |           |            |
| Partido político                         | Partido político                         | Votos | % Válidos | Concejales |
|                                          | Partido Popular (PP)                     | 1 740 | 46,54%    | 7          |
|                                          | Partido Socialista Obrero Español (PSOE) | 1 589 | 42,50%    | 6          |

## Localidades hermanadas
- Villeurbanne[32]
- Servian
- Diémoz